# Campeonato Uruguayo de Primera División 2011-12
El Campeonato Uruguayo 2011-12 fue el 108° torneo de primera división del fútbol uruguayo organizado por la AUF, correspondiente al año 2012.
El torneo empezó a disputarse el sábado 13 de agosto de 2011. El Campeonato Uruguayo se denominó “Uruguay Campeón de América Argentina 2011”. El Torneo Apertura llevó el nombre de “Juan José Tuduri”, expresidente del Club Atlético River Plate, mientras que el Torneo Clausura llevó el nombre de “Carlos Gardel”, famoso cantor de tangos rioplatense.
El Club Nacional de Football fue el campeón, por segundo año consecutivo, en similar definición al torneo anterior. Nuevamente, derrotó 1:0 a Defensor Sporting en la definición del torneo aprovechando la ventaja de ser el ganador de la Tabla Anual. El entrenador tricolor, el argentino Marcelo Gallardo, se había retirado como futbolista en ese partido de la edición anterior, coronándose campeón consecutivamente como futbolista y entrenador. Un técnico extranjero no salía campeón desde Dino Sani en 1979.
Por primera vez desde que se juega con este formato, un equipo que no participó de la definición fue el subcampeón de la competición, en este caso Peñarol, debido a ser el segundo mejor colocado en la Tabla Anual. Esto motivó una discusión reglamentaria, pero la razón fue otorgada a los aurinegros.

## Equipos participantes

### Relevos temporada anterior
| Club        | Ascendido como                            |
| ----------- | ----------------------------------------- |
| Rentistas   | Campeón Segunda División 2010-11          |
| Cerrito     | Subcampeón Segunda División 2010-11       |
| Cerro Largo | Ganador playoffs Segunda División 2010-11 |

| Club             | Descendido como                |
| ---------------- | ------------------------------ |
| Central Español  | 14° Tabla del descenso 2010-11 |
| Tacuarembó       | 15° Tabla del descenso 2010-11 |
| Miramar Misiones | 16° Tabla del descenso 2010-11 |

### Datos de los equipos
Notas: todos los datos estadísticos corresponden únicamente a los Campeonatos Uruguayos organizados por la Asociación Uruguaya de Fútbol, no se incluyen los torneos de la FUF de 1923, 1924 ni el Torneo del Consejo Provisorio 1926 en las temporadas contadas. Las fechas de fundación de los equipos son las declaradas por los propios clubes implicados. La columna "estadio" refleja el estadio dónde el equipo más veces oficia de local en sus partidos, pero no indica que el equipo en cuestión sea propietario del mismo.
| Club                 | Ciudad     | Estadio                   | Fundación                | Temp. | Temp. cons. | Campeón  | 2010-11 |
| -------------------- | ---------- | ------------------------- | ------------------------ | ----- | ----------- | -------- | ------- |
| Bella Vista          | Montevideo | José Nasazzi              | 4 de octubre de 1920     | 52    | 2           | 1 vez    | 5       |
| Cerrito              | Montevideo | Maracaná                  | 28 de octubre de 1929    | 6     | 1           | -        | 2 (SD)  |
| Cerro                | Montevideo | Luis Tróccoli             | 1 de diciembre de 1922   | 66    | 5           | -        | 6       |
| Cerro Largo          | Melo       | Arquitecto Antonio Ubilla | 19 de noviembre de 2002  | 3     | 1           | -        | 6 (SD)  |
| Danubio              | Montevideo | Jardines del Hipódromo    | 1 de marzo de 1932       | 62    | 42          | 3 veces  | 8       |
| Defensor Sporting    | Montevideo | Luis Franzini             | 15 de marzo de 1913      | 85    | 47          | 4 veces  | 2       |
| El Tanque Sisley     | Montevideo | Della Valle               | 17 de marzo de 1955      | 3     | 2           | -        | 9       |
| Fénix                | Montevideo | Parque Capurro            | 7 de julio de 1916       | 30    | 3           | -        | 4       |
| Liverpool            | Montevideo | Belvedere                 | 15 de febrero de 1915    | 71    | 10          | -        | 11      |
| Nacional             | Montevideo | Gran Parque Central       | 14 de mayo de 1899       | 107   | 107         | 44 veces | 1       |
| Peñarol              | Montevideo | Centenario                | 28 de septiembre de 1891 | 106   | 85          | 46 veces | 3       |
| Racing               | Montevideo | Parque Osvaldo Roberto    | 6 de abril de 1919       | 45    | 4           | -        | 12      |
| Rampla Juniors       | Montevideo | Olímpico                  | 7 de enero de 1914       | 66    | 8           | 1 vez    | 14      |
| Rentistas            | Montevideo | Complejo Rentistas        | 26 de marzo de 1933      | 23    | 1           | -        | 1 (SD)  |
| River Plate          | Montevideo | Parque Saroldi            | 11 de mayo de 1932       | 63    | 8           | -        | 13      |
| Montevideo Wanderers | Montevideo | Parque Viera              | 15 de agosto de 1902     | 95    | 12          | 3 veces  | 7       |

| Escala nacional                     | Escala Montevideana | Escala Montevideana |  |
| ----------------------------------- | --- | --- |  |
| Montevideo (15 equipos) Cerro Largo | Rampla Cerro Defensor Nacional Peñarol* Cerrito Rentistas Liverpool Racing Wanderers Bella Vista River Fénix El Tanque Danubio | Solamente uno de los equipos participantes no pertenece a Montevideo, y es el Cerro Largo Fútbol Club, con sede en Melo, a 387 kilómetros de distancia de la capital del país. De los equipos de Montevideo, solo Peñarol no oficia de local en su estadio propio y lo hace en el Estadio Centenario, de propiedad municipal. |  |

#### Entrenadores
(Entre paréntesis se señala la fecha del debut del nuevo entrenador)
| Club                 | Entrenador Inicial     | Reemplazantes                                                     |
| -------------------- | ---------------------- | ----------------------------------------------------------------- |
| Bella Vista          | Pablo Alonso           | Diego Alonso (6°Ap)                                               |
| Cerrito              | Jorge Barrios          |                                                                   |
| Cerro                | Ricardo Ortiz          | Hugo Parga (1 °Cl) - Gabriel Camacho (int-11 °Cl)                 |
| Cerro Largo          | Danielo Núñez          |                                                                   |
| Danubio              | Daniel Sánchez         |                                                                   |
| Defensor Sporting    | Pablo Repetto          | Gustavo Díaz (1 °Cl)                                              |
| El Tanque Sisley     | Rubén Da Silva         | Raúl Moller (4ºAp)                                                |
| Fénix                | Rosario Martínez       | Lorenzo Carrabs (13 °Cl)                                          |
| Liverpool            | Diego Demarco          | Julio César Antúnez (9ºAp)                                        |
| Nacional             | Marcelo Gallardo       |                                                                   |
| Peñarol              | Gregorio Pérez (13ºAp) | Jorge Gonçálvez (int-2 °Cl) - Jorge Da Silva (3 °Cl) 4 clausura 7 |
| Racing               | Osvaldo Streccia       | Jorge Giordano (1 °Cl)                                            |
| Rampla Juniors       | Eduardo Del Capellán   | Fernando Araújo (int-12ºAp) - Eduardo Favaro (11 °Cl)             |
| Rentistas            | Edgardo Arias          |                                                                   |
| River Plate          | Guillermo Almada       |                                                                   |
| Montevideo Wanderers | Daniel Carreño         | Alfredo Arias (1 °Cl)                                             |

## Sistema de disputa
Los 16 equipos participantes disputarán dos torneos, Apertura y Clausura, a fines de 2011 y principios de 2012 respectivamente. Ambos torneos serán en la modalidad de todos contra todos a una sola ronda. También se confeccionará una Tabla Anual que se calculará como la suma de las tablas de ambos torneos.

### Campeón uruguayo
Para determinar el equipo que se consagrará campeón de la temporada, se jugarán una semifinal y dos posteriores finales, todas en caso de ser necesario. Primero se disputará un partido entre los campeones de los torneos cortos. El ganador de este partido se enfrentará al ganador de la Tabla Anual en una serie final de dos partidos. El ganador de la serie se determinará en primera instancia por puntos, luego por diferencia de goles; y en caso de permanecer empatados se procederá a disputar un alargue y penales en caso de mantenerse la paridad.
Vale aclarar ciertas excepciones a estos procedimientos de disputa. En caso de que el mismo equipo obtenga los torneos Apertura y Clausura, y por consiguiente la Tabla Anual, se convertirá en el campeón uruguayo. También podría suceder que el ganador de la semifinal fuese el mismo equipo que el ganador de la Tabla Anual, por lo que también así se consagraría automáticamente campeón.

### Clasificación a torneos continentales
La clasificación a las distintas Copas Internacionales será de la siguiente manera:
| Uruguay 1 | Campeón uruguayo         |
| Uruguay 2 | Vicecampeón uruguayo     |
| Uruguay 3 | Mejor puesto Tabla Anual |

| Uruguay 1 | Campeón uruguayo            |
| Uruguay 2 | 2° mejor puesto Tabla Anual |
| Uruguay 3 | 3° mejor puesto Tabla Anual |
| Uruguay 4 | 4° mejor puesto Tabla Anual |

En lo que se refiere a la Copa Sudamericana, el artículo 3 del reglamento en su último párrafo advierte que: "Si existiese un campeón de Torneo Apertura o Clausura, que no hubiese clasificado a la Copa Libertadores, automáticamente pasará a ocupar el No. 2 de la siguiente Copa Sudamericana."

## Desarrollo

### Torneo Apertura "Juan José Tudurí"
El Apertura consta de una ronda de todos contra todos que se disputa a partir del 13 de agosto hasta el 5 de diciembre. El ganador del mismo se clasificara para disputar la semifinal por el campeonato uruguayo contra el equipo que resulte ganador del Torneo Clausura.

#### Posiciones
| Pos                                          | Equipo               | Pts | PJ | PG | PE | PP | GF | GC | Dif |
| -------------------------------------------- | -------------------- | --- | -- | -- | -- | -- | -- | -- | --- |
| 1°                                           | Nacional             | 32  | 15 | 9  | 5  | 1  | 30 | 11 | +19 |
| 2º                                           | Danubio              | 31  | 15 | 8  | 5  | 2  | 19 | 8  | +11 |
| 3º                                           | Peñarol              | 30  | 15 | 9  | 3  | 3  | 30 | 12 | +18 |
| 4º                                           | River Plate          | 28  | 15 | 8  | 4  | 3  | 22 | 17 | +5  |
| 5º                                           | Cerro Largo          | 27  | 15 | 8  | 3  | 4  | 18 | 16 | +2  |
| 6º                                           | Defensor Sporting    | 24  | 15 | 7  | 3  | 5  | 23 | 16 | +7  |
| 7º                                           | Cerro                | 24  | 15 | 7  | 3  | 5  | 17 | 12 | +5  |
| 8º                                           | Liverpool            | 19  | 15 | 6  | 1  | 8  | 17 | 18 | -1  |
| 9º                                           | El Tanque Sisley     | 18  | 15 | 5  | 3  | 7  | 15 | 23 | -8  |
| 10º                                          | Montevideo Wanderers | 17  | 15 | 5  | 2  | 8  | 23 | 25 | -2  |
| 11º                                          | Racing               | 17  | 15 | 4  | 6  | 5  | 20 | 23 | -3  |
| 12º                                          | Rampla Juniors       | 16  | 15 | 5  | 1  | 9  | 16 | 22 | -6  |
| 13º                                          | Fénix                | 16  | 15 | 4  | 4  | 7  | 15 | 22 | -7  |
| 14º                                          | Rentistas            | 14  | 15 | 4  | 2  | 9  | 10 | 21 | -11 |
| 15º                                          | Cerrito              | 13  | 15 | 3  | 4  | 8  | 10 | 23 | -13 |
| 16º                                          | Bella Vista          | 10  | 15 | 3  | 1  | 11 | 9  | 25 | -16 |
| Última actualización: 4 de diciembre de 2011 |                      |     |    |    |    |    |    |    |     |

|  | Ganador del Torneo Apertura, avanza a la Semifinal por el Campeonato. |

#### Goleadores[10]
| Jugador           | Equipo         | Goles |
| ----------------- | -------------- | ----- |
| Marcelo Zalayeta  | Peñarol        | 8     |
| Emiliano Alfaro   | Liverpool      | 7     |
| Pablo Olivera     | River Plate    | 6     |
| João Pedro        | Peñarol        | 6     |
| Gonzalo Mastriani | Cerro          | 6     |
| Richard Núñez     | Rampla Juniors | 6     |

### Torneo Clausura "Carlos Gardel"
El Clausura consta de una ronda de todos contra todos. El ganador del mismo se clasificará para disputar la semifinal del campeonato uruguayo contra Nacional (equipo ganador del Torneo Apertura).

#### Posiciones
| Pos                                                   | Equipo               | Pts | PJ | PG | PE | PP | GF | GC | Dif |
| ----------------------------------------------------- | -------------------- | --- | -- | -- | -- | -- | -- | -- | --- |
| 1°                                                    | Defensor Sporting    | 38  | 15 | 12 | 2  | 1  | 31 | 11 | +20 |
| 2º                                                    | Nacional             | 35  | 15 | 11 | 2  | 2  | 38 | 20 | +18 |
| 3º                                                    | Liverpool            | 34  | 15 | 11 | 1  | 3  | 31 | 21 | +10 |
| 4º                                                    | Peñarol              | 32  | 15 | 10 | 2  | 3  | 41 | 18 | +23 |
| 5º                                                    | Cerro Largo          | 27  | 15 | 8  | 3  | 4  | 28 | 18 | +10 |
| 6º                                                    | Montevideo Wanderers | 24  | 15 | 7  | 3  | 5  | 26 | 25 | +1  |
| 7º                                                    | River Plate          | 22  | 15 | 6  | 4  | 5  | 28 | 23 | +5  |
| 8º                                                    | Danubio              | 21  | 15 | 5  | 6  | 4  | 18 | 18 | 0   |
| 9º                                                    | Bella Vista          | 20  | 15 | 6  | 2  | 7  | 19 | 21 | -2  |
| 10º                                                   | Racing               | 17  | 15 | 5  | 2  | 8  | 21 | 30 | -9  |
| 11º                                                   | Rampla Juniors       | 15  | 15 | 4  | 3  | 8  | 18 | 33 | -15 |
| 12º                                                   | El Tanque Sisley     | 13  | 15 | 4  | 1  | 10 | 14 | 25 | -11 |
| 13º                                                   | Cerro                | 12  | 15 | 3  | 3  | 9  | 18 | 25 | -7  |
| 14º                                                   | Cerrito              | 11  | 15 | 2  | 5  | 8  | 14 | 29 | -15 |
| 15º                                                   | Fénix                | 9   | 15 | 1  | 6  | 8  | 18 | 25 | -7  |
| 16º                                                   | Rentistas            | 5   | 15 | 0  | 5  | 10 | 9  | 30 | -21 |
| Última actualización: 3 de junio de 2012 17:30(GMT-3) |                      |     |    |    |    |    |    |    |     |

|  | Ganador del Torneo Clausura, avanza a la Semifinal por el Campeonato. |

#### Goleadores[11]
| Jugador           | Equipo            | Goles |
| ----------------- | ----------------- | ----- |
| Richard Porta     | Nacional          | 14    |
| Diego Vera        | Liverpool         | 13    |
| Rino Lucas        | Cerro Largo       | 12    |
| Sebastián Taborda | River Plate       | 11    |
| Nicolás Olivera   | Defensor Sporting | 10    |
| Diego Martiñones  | Danubio           | 10    |
| Rodrigo Mora      | Peñarol           | 10    |

### Tabla Anual
La tabla anual se obtiene acumulando los resultados de los Torneos Apertura y Clausura. El ganador de la misma clasifica directamente a la Final del campeonato Uruguayo.

#### Clasificación a Torneos Continentales
La Tabla Anual se utiliza también para determinar:
1. el Vicecampeón Uruguayo y segundo clasificado a la fase de grupos de la Copa Libertadores 2013[12] (esto sólo aplica en caso de que el campeón de la Tabla Anual se consagre Campeón Uruguayo en la semifinal, de otro modo el vicecampeón uruguayo y segundo clasificado a la fase de grupos será el que pierda las finales -no confundir con la semifinal- del Campeonato Uruguayo[13])
2. el equipo clasificado a la Primera Fase de la Copa Libertadores 2013
3. los tres equipos que jugarán la Copa Sudamericana 2012 acompañando al equipo que resulte Campeón Uruguayo en esta temporada

#### Posiciones
| Pos                                                    | Equipo               | Pts | PJ | PG | PE | PP | GF | GC | Dif |
| ------------------------------------------------------ | -------------------- | --- | -- | -- | -- | -- | -- | -- | --- |
| 1°                                                     | Nacional             | 67  | 30 | 20 | 7  | 3  | 68 | 31 | +37 |
| 2º                                                     | Peñarol              | 62  | 30 | 19 | 5  | 6  | 71 | 30 | +41 |
| 3º                                                     | Defensor Sporting    | 62  | 30 | 19 | 5  | 6  | 54 | 27 | +27 |
| 4º                                                     | Cerro Largo          | 54  | 30 | 16 | 6  | 8  | 46 | 34 | +12 |
| 5º                                                     | Liverpool            | 53  | 30 | 17 | 2  | 11 | 48 | 39 | +9  |
| 6º                                                     | Danubio              | 52  | 30 | 13 | 11 | 6  | 37 | 26 | +11 |
| 7º                                                     | River Plate          | 50  | 30 | 14 | 8  | 8  | 50 | 40 | +10 |
| 8º                                                     | Montevideo Wanderers | 41  | 30 | 12 | 5  | 13 | 49 | 50 | -1  |
| 9º                                                     | Cerro                | 36  | 30 | 10 | 6  | 14 | 35 | 37 | -2  |
| 10º                                                    | Racing               | 34  | 30 | 9  | 8  | 13 | 41 | 53 | -12 |
| 11º                                                    | El Tanque Sisley     | 31  | 30 | 9  | 4  | 17 | 29 | 48 | -19 |
| 12º                                                    | Rampla Juniors       | 31  | 30 | 9  | 4  | 17 | 34 | 55 | -21 |
| 13º                                                    | Bella Vista          | 30  | 30 | 9  | 3  | 18 | 28 | 46 | -18 |
| 14º                                                    | Fénix                | 25  | 30 | 5  | 10 | 15 | 33 | 47 | -14 |
| 15º                                                    | Cerrito              | 24  | 30 | 5  | 9  | 16 | 24 | 52 | -28 |
| 16º                                                    | Rentistas            | 19  | 30 | 4  | 7  | 19 | 19 | 51 | -32 |
| Última actualización: 3 de junio de 2012 17:30 (GMT-3) |                      |     |    |    |    |    |    |    |     |

|  | Campeón Uruguayo, clasificado a fase de grupos de la Copa Libertadores 2013 y a la Copa Sudamericana 2012 |
|  | Clasificado a la fase de grupos de la Copa Libertadores 2013                                              |
|  | Clasificado a la Primera Fase de la Copa Libertadores 2013                                                |
|  | Clasificado a la Copa Sudamericana 2012                                                                   |

#### Goleadores
| Pos | Jugador           | Club                 | Goles |
| --- | ----------------- | -------------------- | ----- |
| 1   | Richard Porta     | Nacional             | 17    |
| 2   | Marcelo Zalayeta  | Peñarol              | 16    |
| 3   | Rino Lucas        | Cerro Largo          | 15    |
| 4   | Diego Vera        | Liverpool            | 13    |
| 5   | Gonzalo Mastriani | Cerro                | 12    |
| 5   | Pablo Olivera     | River Plate          | 12    |
| 5   | Sebastián Taborda | River Plate          | 12    |
| 8   | Nicolás Olivera   | Defensor Sporting    | 11    |
| 9   | Diego Martiñones  | Danubio              | 10    |
| 9   | Rodrigo Mora      | Peñarol              | 10    |
| 9   | Richard Núñez     | Rampla Juniors       | 10    |
| 9   | Antonio Pacheco   | Montevideo Wanderers | 10    |

Actualizado 29 de junio de 2012.

## Definición del campeonato
|  | Semifinal                            | Semifinal |  |  | Final                          | Final | Final |
|  |                                      |           |  |  |                                |       |       |
|  |                                      |           |  |  |                                |       |       |
|  | Nacional (Ganador Apertura)          | 1         |  |  |                                |       |       |
|  | Defensor Sporting (Ganador Clausura) | 0         |  |  |                                |       |       |
|  |                                      |           |  |  |                                |       |       |
|  |                                      |           |  |  | Nacional (Ganador Semifinal)   | —     | —     |
|  |                                      |           |  |  | Nacional (Ganador Tabla Anual) | —     | —     |
|  |                                      |           |  |  |                                |       |       |

### Semifinal
Curiosamente, se repitió la misma definición que en la temporada anterior: con Nacional como ganador de la Tabla Anual enfrentando con esa ventaja deportiva a Defensor Sporting. También se repitió el mismo árbitro (Ubríaco) y el mismo resultado (victoria de Nacional 1:0).
| 25         | POR        | Jorge Bava          |     |
| 4          | DEF        | Christian Núñez     |     |
| 19         | DEF        | Andrés Scotti       |     |
| 6          | DEF        | Alexis Rolin        |     |
| 14         | DEF        | Diego Placente      | 73' |
| 8          | MED        | Matías Cabrera      | 61' |
| 23         | MED        | Facundo Píriz       |     |
| 17         | MED        | Maximiliano Calzada |     |
| 20         | MED        | Álvaro Recoba       |     |
| 10         | DEL        | Tabaré Viudez       | 14' |
| 7          | DEL        | Richard Porta       |     |
| Entrenador | Entrenador | Marcelo Gallardo    |     |

| 1          | POR        | Yonatan Irrazabal        |     |
| 21         | DEF        | Pablo Pintos             |     |
| 2          | DEF        | Ramón Arias              |     |
| 6          | DEF        | Néstor Moiraghi          |     |
| 22         | DEF        | Robert Herrera           | 60' |
| 19         | MED        | Federico Pintos          |     |
| 5          | MED        | Diego Ferreira           | 75' |
| 15         | MED        | Diego "Torito" Rodríguez |     |
| 11         | MED        | Nicolás Olivera          |     |
| 9          | DEL        | Matías Britos            |     |
| 16         | DEL        | Ignacio Risso            | 60' |
| Entrenador | Entrenador | Gustavo Díaz             |     |

| 11 | DEL | Vicente Sánchez | 14' |
| 18 | MED | Israel Damonte  | 61' |
| 2  | DEF | Darwin Torres   | 73' |

| 20 | DEF | Diego "Zurdo" Rodríguez | 60' |
| 7  | MED | Juan Carlos Amado       | 60' |
| 8  | DEL | Diego Rolán             | 75' |

| Anotado | 41' | Álvaro Recoba | 1-0 |

|  |

| Amonestado | 23' | Andrés Scotti  |
| Amonestado | 39' | Diego Placente |
| Amonestado | 50' | Alexis Rolín   |
| Amonestado | 71' | Facundo Píriz  |
| Amonestado | 75' | Israel Damonte |

| Amonestado | 33' | Nicolás Olivera |
| Amonestado | 42' | Robert Herrera  |
| Amonestado | 72' | Pablo Pintos    |

|  |

| Árbitro             | Darío Ubriaco    |
| Árbitros asistentes | Gabriel Popovits |
| Árbitros asistentes | Gerseis Gómez    |
| Cuarto árbitro      | Heber Rodríguez  |

| 25         | POR        | Jorge Bava          |     |
| 4          | DEF        | Christian Núñez     |     |
| 19         | DEF        | Andrés Scotti       |     |
| 6          | DEF        | Alexis Rolin        |     |
| 14         | DEF        | Diego Placente      | 73' |
| 8          | MED        | Matías Cabrera      | 61' |
| 23         | MED        | Facundo Píriz       |     |
| 17         | MED        | Maximiliano Calzada |     |
| 20         | MED        | Álvaro Recoba       |     |
| 10         | DEL        | Tabaré Viudez       | 14' |
| 7          | DEL        | Richard Porta       |     |
| Entrenador | Entrenador | Marcelo Gallardo    |     |

| 1          | POR        | Yonatan Irrazabal        |     |
| 21         | DEF        | Pablo Pintos             |     |
| 2          | DEF        | Ramón Arias              |     |
| 6          | DEF        | Néstor Moiraghi          |     |
| 22         | DEF        | Robert Herrera           | 60' |
| 19         | MED        | Federico Pintos          |     |
| 5          | MED        | Diego Ferreira           | 75' |
| 15         | MED        | Diego "Torito" Rodríguez |     |
| 11         | MED        | Nicolás Olivera          |     |
| 9          | DEL        | Matías Britos            |     |
| 16         | DEL        | Ignacio Risso            | 60' |
| Entrenador | Entrenador | Gustavo Díaz             |     |

| 11 | DEL | Vicente Sánchez | 14' |
| 18 | MED | Israel Damonte  | 61' |
| 2  | DEF | Darwin Torres   | 73' |

| 20 | DEF | Diego "Zurdo" Rodríguez | 60' |
| 7  | MED | Juan Carlos Amado       | 60' |
| 8  | DEL | Diego Rolán             | 75' |

| Anotado | 41' | Álvaro Recoba | 1-0 |

|  |

| Amonestado | 23' | Andrés Scotti  |
| Amonestado | 39' | Diego Placente |
| Amonestado | 50' | Alexis Rolín   |
| Amonestado | 71' | Facundo Píriz  |
| Amonestado | 75' | Israel Damonte |

| Amonestado | 33' | Nicolás Olivera |
| Amonestado | 42' | Robert Herrera  |
| Amonestado | 72' | Pablo Pintos    |

|  |

| Árbitro             | Darío Ubriaco    |
| Árbitros asistentes | Gabriel Popovits |
| Árbitros asistentes | Gerseis Gómez    |
| Cuarto árbitro      | Heber Rodríguez  |

### Final
Como Nacional ganó la semifinal y la Tabla Anual, no se tuvo que disputar la final y se coronó campeón automáticamente.
|                                                                   |
| Bandera de Uruguay                                                |
| Campeón Uruguayo 2011-12 Nacional 44.to título (2.do consecutivo) |

## Tabla del descenso
La tabla del descenso se compone de la suma de los puntos de la tabla anual de esta temporada y los de la tabla anual de la temporada anterior. Aquellos equipos que ascendieron la temporada pasada, multiplican por 2 su puntaje de este campeonato.
Los tres últimos clasificados, descienden a Segunda División Profesional. En caso de empates en puntos entre dos equipos habrán partidos de desempate; si los empatados son más de dos equipos, se ordenan por diferencia de gol, y jugarán partidos los dos últimos entre los ordenados.
| Pos                                                    | Equipo               | 10-11 | 11-12 | PTS | PJ |
| ------------------------------------------------------ | -------------------- | ----- | ----- | --- | -- |
| 1°                                                     | Nacional             | 63    | 67    | 130 | 60 |
| 2°                                                     | Defensor Sporting    | 58    | 62    | 120 | 60 |
| 3°                                                     | Peñarol              | 52    | 62    | 114 | 60 |
| 4°                                                     | Cerro Largo          | (2.ª) | 54    | 108 | 30 |
| 5°                                                     | Danubio              | 41    | 52    | 93  | 60 |
| 5°                                                     | Liverpool            | 40    | 53    | 93  | 60 |
| 7°                                                     | River Plate          | 35    | 50    | 85  | 60 |
| 8°                                                     | Montevideo Wanderers | 41    | 41    | 82  | 60 |
| 9°                                                     | Cerro                | 42    | 36    | 78  | 60 |
| 10°                                                    | Bella Vista          | 44    | 30    | 74  | 60 |
| 11°                                                    | El Tanque Sisley     | 41    | 31    | 72  | 60 |
| 11°                                                    | Racing               | 38    | 34    | 72  | 60 |
| 13°                                                    | Fénix                | 45    | 25    | 70  | 60 |
| 14°                                                    | Rampla Juniors       | 31    | 31    | 62  | 60 |
| 15°                                                    | Cerrito              | (2.ª) | 24    | 48  | 30 |
| 16°                                                    | Rentistas            | (2.ª) | 19    | 38  | 30 |
| Última actualización: 3 de junio de 2012 17:30 (GMT-3) |                      |       |       |     |    |

|  | Descendió a la Segunda División. |

## Resultados

### Torneo Apertura
| Defensor Sporting | 2 - 0 | Rampla Juniors | 13 de agosto de 2011 |
| Racing            | 1 - 1 | Liverpool      | 13 de agosto de 2011 |
| Danubio           | 1 - 0 | Wanderers      | 14 de agosto de 2011 |
| Cerro Largo       | 1 - 0 | Rentistas      | 14 de agosto de 2011 |
| Cerro             | 3 - 1 | Cerrito        | 14 de agosto de 2011 |
| El Tanque Sisley  | 0 - 2 | Fénix          | 14 de agosto de 2011 |
| River Plate       | 3 - 3 | Nacional       | 14 de agosto de 2011 |
| Bella Vista       | 0 - 3 | Peñarol        | 25 de agosto de 2011 |

| Nacional       | 2 - 2 | Defensor Sporting | 20 de agosto de 2011 |
| Wanderers      | 3 - 2 | Cerro Largo       | 20 de agosto de 2011 |
| Rampla Juniors | 0 - 1 | Cerro             | 21 de agosto de 2011 |
| Cerrito        | 0 - 0 | Racing            | 21 de agosto de 2011 |
| Fénix          | 2 - 1 | Bella Vista       | 21 de agosto de 2011 |
| Liverpool      | 1 - 2 | River Plate       | 21 de agosto de 2011 |
| Peñarol        | 2 - 0 | El Tanque Sisley  | 21 de agosto de 2011 |
| Rentistas      | 0 - 1 | Danubio           | 21 de agosto de 2011 |

| Cerro             | 0 - 0 | Nacional       | 27 de agosto de 2011 |
| El Tanque Sisley  | 0 - 1 | Liverpool      | 27 de agosto de 2011 |
| River Plate       | 2 - 0 | Rentistas      | 27 de agosto de 2011 |
| Racing            | 1 - 3 | Rampla Juniors | 28 de agosto de 2011 |
| Cerro Largo       | 0 - 0 | Peñarol        | 28 de agosto de 2011 |
| Danubio           | 4 - 0 | Fénix          | 28 de agosto de 2011 |
| Defensor Sporting | 1 - 1 | Cerrito        | 28 de agosto de 2011 |
| Wanderers         | 4 - 0 | Bella Vista    | 28 de agosto de 2011 |

| Cerrito        | 0 - 1 | El Tanque Sisley  | 3 de septiembre de 2011 |
| Fénix          | 1 - 1 | Cerro Largo       | 3 de septiembre de 2011 |
| Peñarol        | 1 - 0 | Defensor Sporting | 3 de septiembre de 2011 |
| Rentistas      | 0-1   | Cerro             | 4 de septiembre de 2011 |
| Liverpool      | 2 - 0 | Bella Vista       | 4 de septiembre de 2011 |
| Nacional       | 5 - 2 | Racing            | 4 de septiembre de 2011 |
| Rampla Juniors | 0 - 0 | Danubio           | 4 de septiembre de 2011 |
| Wanderers      | 0 - 3 | River Plate       | 4 de septiembre de 2011 |

| Cerro             | 1 - 0 | Wanderers      | 10 de septiembre de 2011 |
| Danubio           | 1 - 1 | Nacional       | 10 de septiembre de 2011 |
| El Tanque Sisley  | 2 - 0 | Rentistas      | 10 de septiembre de 2011 |
| Bella Vista       | 0 - 1 | Cerrito        | 11 de septiembre de 2011 |
| Cerro Largo       | 1 - 0 | Liverpool      | 11 de septiembre de 2011 |
| River Plate       | 2 - 1 | Rampla Juniors | 11 de septiembre de 2011 |
| Defensor Sporting | 0 - 1 | Fénix          | 11 de septiembre de 2011 |
| Racing            | 2 - 2 | Peñarol        | 11 de septiembre de 2011 |

| Rampla Juniors | 2 - 1 | El Tanque Sisley  | 17 de septiembre de 2011 |
| Fénix          | 0 - 3 | Cerro             | 17 de septiembre de 2011 |
| Peñarol        | 2 - 1 | Danubio           | 17 de septiembre de 2011 |
| Rentistas      | 2 - 1 | Bella Vista       | 18 de septiembre de 2011 |
| Nacional       | 4 - 0 | Cerro Largo       | 18 de septiembre de 2011 |
| Cerrito        | 0 - 0 | River Plate       | 18 de septiembre de 2011 |
| Liverpool      | 2 - 3 | Defensor Sporting | 18 de septiembre de 2011 |
| Racing         | 3 - 2 | Wanderers         | 18 de septiembre de 2011 |

| River Plate       | 0 - 4 | Peñarol        | 24 de septiembre de 2011 |
| Defensor Sporting | 1 - 0 | Rentistas      | 24 de septiembre de 2011 |
| El Tanque Sisley  | 3 - 2 | Wanderers      | 24 de septiembre de 2011 |
| Bella Vista       | 1 - 0 | Nacional       | 25 de septiembre de 2011 |
| Cerro Largo       | 3 - 2 | Rampla Juniors | 25 de septiembre de 2011 |
| Cerro             | 2 - 1 | Liverpool      | 25 de septiembre de 2011 |
| Racing            | 0 - 0 | Fénix          | 25 de septiembre de 2011 |
| Danubio           | 1 - 0 | Cerrito        | 25 de septiembre de 2011 |

| Cerrito          | 0 - 3 | Nacional          | 1 de octubre de 2011 |
| Liverpool        | 0 - 1 | Rampla Juniors    | 1 de octubre de 2011 |
| Fénix            | 3 - 3 | Wanderers         | 1 de octubre de 2011 |
| Rentistas        | 0 - 3 | Peñarol           | 2 de octubre de 2011 |
| Cerro Largo      | 1 - 0 | Bella Vista       | 2 de octubre de 2011 |
| Cerro            | 2 - 0 | River Plate       | 2 de octubre de 2011 |
| Racing           | 0 - 3 | Defensor Sporting | 2 de octubre de 2011 |
| El Tanque Sisley | 1 - 1 | Danubio           | 2 de octubre de 2011 |

| Peñarol           | 2 - 1 | Fénix            | 8 de octubre de 2011 |
| Bella Vista       | 1 - 2 | El Tanque Sisley | 8 de octubre de 2011 |
| Nacional          | 3 - 0 | Rentistas        | 9 de octubre de 2011 |
| River Plate       | 2 - 1 | Cerro Largo      | 9 de octubre de 2011 |
| Rampla Juniors    | 1 - 3 | Cerrito          | 9 de octubre de 2011 |
| Defensor Sporting | 2 - 3 | Cerro            | 9 de octubre de 2011 |
| Wanderers         | 0 - 1 | Liverpool        | 9 de octubre de 2011 |
| Danubio           | 1 - 1 | Racing           | 9 de octubre de 2011 |

| Nacional       | 3 - 0 | El Tanque Sisley  | 14 de octubre de 2011 |
| Cerro          | 0 - 0 | Peñarol           | 15 de octubre de 2011 |
| Liverpool      | 1 - 2 | Danubio           | 15 de octubre de 2011 |
| Wanderers      | 0 - 2 | Defensor Sporting | 15 de octubre de 2011 |
| Fénix          | 1 - 2 | River Plate       | 15 de octubre de 2011 |
| Rentistas      | 1 - 1 | Racing            | 16 de octubre de 2011 |
| Cerrito        | 0 - 0 | Cerro Largo       | 16 de octubre de 2011 |
| Rampla Juniors | 0 - 1 | Bella Vista       | 16 de octubre de 2011 |

| Defensor Sporting | 0 - 1 | Danubio          | 4 de noviembre de 2011 |
| River Plate       | 1 - 2 | Bella Vista      | 5 de noviembre de 2011 |
| Cerrito           | 1 - 0 | Rentistas        | 5 de noviembre de 2011 |
| Liverpool         | 3 - 0 | Peñarol          | 5 de noviembre de 2011 |
| Nacional          | 0 - 0 | Fénix            | 6 de noviembre de 2011 |
| Cerro             | 0 - 1 | Cerro Largo      | 6 de noviembre de 2011 |
| Racing            | 3 - 0 | El Tanque Sisley | 6 de noviembre de 2011 |
| Wanderers         | 2 - 0 | Rampla Juniors   | 6 de noviembre de 2011 |

| Rampla Juniors   | 0 - 2 | Nacional          | 12 de noviembre de 2011 |
| Danubio          | 0 - 0 | River Plate       | 12 de noviembre de 2011 |
| Fénix            | 3 - 1 | Cerrito           | 12 de noviembre de 2011 |
| Peñarol          | 1 - 2 | Wanderers         | 13 de noviembre de 2011 |
| Bella Vista      | 0 - 1 | Racing            | 13 de noviembre de 2011 |
| Rentistas        | 3 - 0 | Liverpool         | 13 de noviembre de 2011 |
| Cerro Largo      | 0 - 3 | Defensor Sporting | 13 de noviembre de 2011 |
| El Tanque Sisley | 2 - 0 | Cerro             | 13 de noviembre de 2011 |

| Defensor Sporting | 2 - 1 | Bella Vista | 19 de noviembre de 2011 |
| Racing            | 1 - 3 | Cerro Largo | 19 de noviembre de 2011 |
| Wanderers         | 3 - 1 | Cerrito     | 19 de noviembre de 2011 |
| Danubio           | 1 - 0 | Cerro       | 19 de noviembre de 2011 |
| El Tanque Sisley  | 1 - 1 | River Plate | 19 de noviembre de 2011 |
| Nacional          | 2 - 1 | Peñarol     | 20 de noviembre de 2011 |
| Rampla Juniors    | 4 - 0 | Rentistas   | 20 de noviembre de 2011 |
| Fénix             | 1 - 2 | Liverpool   | 20 de noviembre de 2011 |

| Peñarol          | 4 - 1 | Rampla Juniors    | 26 de noviembre de 2011 |
| River Plate      | 2 - 1 | Racing            | 26 de noviembre de 2011 |
| Cerrito          | 1 - 2 | Liverpool         | 26 de noviembre de 2011 |
| Bella Vista      | 0 - 0 | Cerro             | 27 de noviembre de 2011 |
| Rentistas        | 2 - 0 | Fénix             | 27 de noviembre de 2011 |
| Cerro Largo      | 1 - 0 | Danubio           | 27 de noviembre de 2011 |
| Wanderers        | 1 - 3 | Nacional          | 27 de noviembre de 2011 |
| El Tanque Sisley | 2 - 2 | Defensor Sporting | 27 de noviembre de 2011 |

| Defensor Sporting | 0 - 2 | River Plate      | 2 de diciembre de 2011 |
| Rentistas         | 1 - 1 | Wanderers        | 3 de diciembre de 2011 |
| Cerrito           | 0 - 5 | Peñarol          | 3 de diciembre de 2011 |
| Fénix             | 0 - 1 | Rampla Juniors   | 3 de diciembre de 2011 |
| Cerro Largo       | 3 - 0 | El Tanque Sisley | 4 de diciembre de 2011 |
| Cerro             | 2 - 3 | Racing           | 4 de diciembre de 2011 |
| Liverpool         | 0 - 1 | Nacional         | 4 de diciembre de 2011 |
| Danubio           | 4 - 1 | Bella Vista      | 4 de diciembre de 2011 |

### Torneo Clausura
| Cerrito        | 1 - 4 | Cerro             | 18 de febrero de 2012 |
| Rentistas      | 1 - 1 | Cerro Largo       | 18 de febrero de 2012 |
| Wanderers      | 1 - 1 | Danubio           | 18 de febrero de 2012 |
| Fénix          | 0 - 2 | El Tanque Sisley  | 19 de febrero de 2012 |
| Liverpool      | 2 - 1 | Racing            | 19 de febrero de 2012 |
| Rampla Juniors | 0 - 2 | Defensor Sporting | 19 de febrero de 2012 |
| Nacional       | 3 - 2 | River Plate       | 19 de febrero de 2012 |
| Peñarol        | 4 - 1 | Bella Vista       | 29 de febrero de 2012 |

| River Plate       | 1 - 3 | Liverpool      | 25 de febrero de 2012 |
| Bella Vista       | 0 - 0 | Fénix          | 25 de febrero de 2012 |
| El Tanque Sisley  | 0 - 2 | Peñarol        | 25 de febrero de 2012 |
| Cerro Largo       | 3 - 0 | Wanderers      | 25 de febrero de 2012 |
| Danubio           | 1 - 1 | Rentistas      | 26 de febrero de 2012 |
| Cerro             | 0 - 0 | Rampla Juniors | 26 de febrero de 2012 |
| Racing            | 0 - 0 | Cerrito        | 26 de febrero de 2012 |
| Defensor Sporting | 2 - 2 | Nacional       | 26 de febrero de 2012 |

| Peñarol        | 4 - 2 | Cerro Largo       | 3 de marzo de 2012 |
| Rampla Juniors | 4 - 3 | Racing            | 3 de marzo de 2012 |
| Fénix          | 1 - 1 | Danubio           | 3 de marzo de 2012 |
| Bella Vista    | 2 - 2 | Wanderers         | 4 de marzo de 2012 |
| Rentistas      | 0 -2  | River Plate       | 4 de marzo de 2012 |
| Nacional       | 3 - 0 | Cerro             | 4 de marzo de 2012 |
| Liverpool      | 1 - 0 | El Tanque Sisley  | 4 de marzo de 2012 |
| Cerrito        | 0 - 2 | Defensor Sporting | 4 de marzo de 2012 |

| Racing            | 1 - 0 | Nacional       | 9 de marzo de 2012  |
| El Tanque Sisley  | 3 - 2 | Cerrito        | 10 de marzo de 2012 |
| Cerro             | 3 - 0 | Rentistas      | 10 de marzo de 2012 |
| Cerro Largo       | 2 - 0 | Fénix          | 11 de marzo de 2012 |
| Bella Vista       | 1 - 2 | Liverpool      | 11 de marzo de 2012 |
| Danubio           | 3 - 2 | Rampla Juniors | 11 de marzo de 2012 |
| River Plate       | 2 - 2 | Wanderers      | 11 de marzo de 2012 |
| Defensor Sporting | 0 - 0 | Peñarol        | 5 de abril de 2012  |

| Peñarol        | 4 - 2 | Racing            | 23 de marzo de 2012 |
| Wanderers      | 3 - 1 | Cerro             | 25 de marzo de 2012 |
| Nacional       | 3 - 1 | Danubio           | 25 de marzo de 2012 |
| Rentistas      | 0 - 0 | El Tanque Sisley  | 25 de marzo de 2012 |
| Cerrito        | 3 - 2 | Bella Vista       | 25 de marzo de 2012 |
| Liverpool      | 2 - 1 | Cerro Largo       | 25 de marzo de 2012 |
| Rampla Juniors | 2 - 1 | River Plate       | 25 de marzo de 2012 |
| Fénix          | 0 - 1 | Defensor Sporting | 25 de marzo de 2012 |

| Cerro             | 1 - 1 | Fénix          | 31 de marzo de 2012 |
| Cerro Largo       | 4 - 2 | Nacional       | 31 de marzo de 2012 |
| Wanderers         | 3 - 0 | Racing         | 31 de marzo de 2012 |
| El Tanque Sisley  | 1 - 3 | Rampla Juniors | 1 de abril de 2012  |
| Danubio           | 3 - 2 | Peñarol        | 1 de abril de 2012  |
| Bella Vista       | 1-0   | Rentistas      | 1 de abril de 2012  |
| River Plate       | 2 - 2 | Cerrito        | 1 de abril de 2012  |
| Defensor Sporting | 4 - 2 | Liverpool      | 1 de abril de 2012  |

| Fénix          | 2 - 3 | Racing            | 7 de abril de 2012 |
| Rampla Juniors | 0 - 3 | Cerro Largo       | 7 de abril de 2012 |
| Wanderers      | 1 - 3 | El Tanque Sisley  | 7 de abril de 2012 |
| Nacional       | 3 - 1 | Bella Vista       | 8 de abril de 2012 |
| Liverpool      | 2 - 1 | Cerro             | 8 de abril de 2012 |
| Cerrito        | 1 - 0 | Danubio           | 8 de abril de 2012 |
| Peñarol        | 1 - 0 | River Plate       | 2 de mayo de 2012  |
| Rentistas      | 0 - 2 | Defensor Sporting | 16 de mayo de 2012 |

| Rampla Juniors    | 0 - 2 | Liverpool        | 14 de abril de 2012 |
| Defensor Sporting | 5 - 1 | Racing           | 14 de abril de 2012 |
| Wanderers         | 2 - 1 | Fénix            | 14 de abril de 2012 |
| Bella Vista       | 1 - 2 | Cerro Largo      | 14 de abril de 2012 |
| Nacional          | 6 - 1 | Cerrito          | 15 de abril de 2012 |
| River Plate       | 3 - 3 | Cerro            | 15 de abril de 2012 |
| Danubio           | 2 - 1 | El Tanque Sisley | 15 de abril de 2012 |
| Peñarol           | 4 - 1 | Rentistas        | 9 de mayo de 2012   |

| Rentistas        | 2 - 3 | Nacional          | 21 de abril de 2012 |
| Racing           | 0 - 1 | Danubio           | 21 de abril de 2012 |
| Fénix            | 2 - 2 | Peñarol           | 22 de abril de 2012 |
| El Tanque Sisley | 1 - 2 | Bella Vista       | 22 de abril de 2012 |
| Cerro Largo      | 0 - 3 | River Plate       | 22 de abril de 2012 |
| Cerro            | 2 - 3 | Defensor Sporting | 22 de abril de 2012 |
| Liverpool        | 1 - 2 | Wanderers         | 22 de abril de 2012 |
| Cerrito          | 0 - 0 | Rampla Juniors    | 16 de mayo de 2012  |

| Peñarol           | 3 - 1 | Cerro          | 28 de abril de 2012 |
| Danubio           | 0 - 0 | Liverpool      | 28 de abril de 2012 |
| River Plate       | 2 - 1 | Fénix          | 28 de abril de 2012 |
| El Tanque Sisley  | 0 - 1 | Nacional       | 29 de abril de 2012 |
| Defensor Sporting | 2 - 1 | Wanderers      | 29 de abril de 2012 |
| Racing            | 3 - 1 | Rentistas      | 29 de abril de 2012 |
| Cerro Largo       | 2 - 0 | Cerrito        | 29 de abril de 2012 |
| Bella Vista       | 3 - 1 | Rampla Juniors | 29 de abril de 2012 |

| Fénix            | 0 - 2 | Nacional          | 5 de mayo de 2012 |
| El Tanque Sisley | 3 - 0 | Racing            | 5 de mayo de 2012 |
| Rentistas        | 1 - 1 | Cerrito           | 5 de mayo de 2012 |
| Danubio          | 0 - 1 | Defensor Sporting | 6 de mayo de 2012 |
| Bella Vista      | 0 - 1 | River Plate       | 6 de mayo de 2012 |
| Peñarol          | 0 - 1 | Liverpool         | 6 de mayo de 2012 |
| Cerro Largo      | 1 - 0 | Cerro             | 6 de mayo de 2012 |
| Rampla Juniors   | 1 - 3 | Wanderers         | 6 de mayo de 2012 |

| Racing            | 0 - 1 | Bella Vista      | 12 de mayo de 2012 |
| Cerrito           | 1 - 1 | Fénix            | 12 de mayo de 2012 |
| Nacional          | 1 - 1 | Rampla Juniors   | 12 de mayo de 2012 |
| Defensor Sporting | 2 - 1 | Cerro Largo      | 13 de mayo de 2012 |
| River Plate       | 1 - 1 | Danubio          | 13 de mayo de 2012 |
| Cerro             | 1 - 0 | El Tanque Sisley | 13 de mayo de 2012 |
| Liverpool         | 2 - 1 | Rentistas        | 13 de mayo de 2012 |
| Wanderers         | 1 - 5 | Peñarol          | 13 de mayo de 2012 |

| Cerrito     | 1 - 2 | Wanderers         | 19 de mayo de 2012 |
| Cerro       | 1 - 2 | Danubio           | 19 de mayo de 2012 |
| Liverpool   | 5 - 4 | Fénix             | 19 de mayo de 2012 |
| Rentistas   | 0 - 3 | Rampla Juniors    | 19 de mayo de 2012 |
| River Plate | 4 - 0 | El Tanque Sisley  | 19 de mayo de 2012 |
| Bella Vista | 0 - 1 | Defensor Sporting | 20 de mayo de 2012 |
| Cerro Largo | 2 - 2 | Racing            | 20 de mayo de 2012 |
| Peñarol     | 2 - 3 | Nacional          | 20 de mayo de 2012 |

| Fénix             | 1 - 1 | Rentistas        | 26 de mayo de 2012 |
| Danubio           | 1 - 1 | Cerro Largo      | 27 de mayo de 2012 |
| Nacional          | 2 - 0 | Wanderers        | 27 de mayo de 2012 |
| Defensor Sporting | 3 - 0 | El Tanque Sisley | 27 de mayo de 2012 |
| Liverpool         | 3 - 1 | Cerrito          | 27 de mayo de 2012 |
| Cerro             | 0 - 2 | Bella Vista      | 28 de mayo de 2012 |
| Racing            | 4 - 2 | River Plate      | 28 de mayo de 2012 |
| Rampla Juniors    | 1 - 7 | Peñarol          | 28 de mayo de 2012 |

| Peñarol          | 1 - 0 | Cerrito           | 1 de junio de 2012 |
| Rampla Juniors   | 0 - 4 | Fénix             | 1 de junio de 2012 |
| Bella Vista      | 2 - 1 | Danubio           | 3 de junio de 2012 |
| Wanderers        | 3 - 0 | Rentistas         | 3 de junio de 2012 |
| River Plate      | 2 - 1 | Defensor Sporting | 3 de junio de 2012 |
| El Tanque Sisley | 0 - 3 | Cerro Largo       | 3 de junio de 2012 |
| Racing           | 1 - 0 | Cerro             | 3 de junio de 2012 |
| Nacional         | 4 - 3 | Liverpool         | 3 de junio de 2012 |